# دراشوو
دراشوو (به آلمانی: Drechow) یک شهر در آلمان است که در فرپومرن-روگن واقع شده‌است. دراشوو ۲۶۸ نفر جمعیت دارد.